# Wasserverband Murrtal
Der Wasserverband Murrtal ist ein von vier Anlieger-Kommunen der oberen Murr getragener Verband, der den Hochwasserschutz in den Tälern der oberen Murr und ihrer Nebenbäche gewährleisten soll. Mitglieder des 2008 gegründeten Verbandes sind flussaufwärts betrachtet Backnang, Oppenweiler, Sulzbach an der Murr und Murrhardt, jeweils gelegen im Rems-Murr-Kreis in Baden-Württemberg. 
Ein ähnlicher Wasserverband Murrtal, jedoch auch mit Allmersbach im Tal, Aspach, Burgstetten und Leutenbach als Mitglied, schafft eine gemeinsame Frischwasserversorgung im Rahmen des Zweckverbandes Wasserversorgung Nordostwürttemberg (NOW) mit dem Wasserwerk Murrtal bei Burgstetten.
Der für Hochwasserschutz gegründete Verband soll fünf Rückhaltebecken mit Dämmen und Durchlassbauwerken errichten und unterhalten. Die Becken sollen Hochwasser, die statistisch gesehen und inklusive „Klimawandelzuschlag“ prognostiziert einmal in 100 Jahren auftreten („HQ100“), schadlos zurückhalten und mit kontrollierten Mengen ableiten. Die Belastungen, sowohl finanziell als auch durch Flächenverbrauch und Bauarbeiten, werden anteilsmäßig ausgeglichen. Backnang etwa profitiert von allen Maßnahmen, hat aber keine auf eigener Fläche, zahlt daher nur. Murrhardt dagegen baut auch für alle flussabwärts gelegenen Orte, gewissermaßen bis zu Neckar und Nordsee, hat aber keinerlei Nutzen von Maßnahmen am Unterlauf. 
Im Zuge der Bauplanung stellte das Regierungspräsidium Stuttgart im Februar 2010 zum ersten Male überhaupt in Baden-Württemberg für ein Verbandsgebiet eine Hochwassergefahrenkarte vor, die das gesamte Flusseinzugsgebiet abdeckt.

## Hochwasserrückhaltebecken Oppenweiler
Das größte der geplanten Becken, das Hochwasserrückhaltebecken Oppenweiler mit einem Fassungsvermögen von 850.000 m³, soll zwischen der Rüflensmühle (mit Wasserkraftwerk) und Reichenbach an der Murr in der Gemeinde Oppenweiler entstehen. Da die Hochwassermenge nicht durch das bisherige bei der Rüflensmühle durch beidseitige Bebauung begrenzte Flussbett geführt werden kann, wird das hochwasserführende Bett der Murr in die Freifläche zwischen den beiden Ortsteilen gelegt. Dort wird seit 2023 ein Durchlassbauwerk errichtet. Das Wasserkraftwerk wird über ein verschließbares Kanalrohr unter dem Damm weiterhin mit Wasser versorgt.
Das neue Flussbett mündet erst unterhalb des Pegels Oppenweiler / Murr. in den Flusslauf, so dass ein Ersatz weiter flussabwärts nötig wird. Dieser ist bereits fertiggestellt. 
Für die ebenfalls geplante Ortsumgehung der Bundesstraße 14, vom Ortskern von Oppenweiler weg parallel zur Trasse der Murrbahn, soll die neue Straßentrasse am oder auf dem neuen Hochwasserdamm geführt werden. So fallen geringere Kosten an und es wird weniger Landschaft verbraucht.